# Markus Näslund
Markus Näslund (nacido el 30 de julio de 1973 en Örnsköldsvik, Suecia) es un jugador sueco retirado de hockey sobre hielo en la NHL. Nació en Ornskoldsvik, Suecia. Juega para el New York Rangers y actualmente es capitán suplente. Fue considerado muy hábil y valioso y recibió el premio Lester B. Pearson al Jugador Más Destacado en 2004.

## Carrera profesional
Naslund comenzó su carrera en Suecia, jugando para el equipo Modo Hockey. Naslund era todavía muy joven en esa época. Jugó muy bien y fue reclutado por la NHL. En 1994, después de ser reclutado por la NHL, fue adoptado por los Pingüinos de Pittsburgh. Comenzó sus años de novato en la NHL aquí. No jugó muchos partidos, ya que no se le veía como un gran jugador en ese momento. Finalmente, el gerente de los Pingüinos lo cambió por los Canucks de Vancouver.
Después de ser intercambiado a los Canucks, Naslund no fue utilizado en juegos. El entrenador de Vancouver pensó que no era muy bueno, así que Naslund pidió que lo intercambiaran. Pero no lo era. De repente, fue puesto en la alineación y lo hizo bastante bien en comparación con el resto del equipo, que estaba luchando. En el año 2000, fue contratado por Todd Bertuzzi y juntos marcaron muchos goles. Naslund era ahora una superestrella y en 2004 alcanzó su punto más alto en su carrera y la NHL le otorgó el premio Lester B. Pearson. Pero en la temporada 2006-2007, tuvo problemas porque Bertuzzi fue expulsado y le resultó mucho más difícil marcar. Pero en los playoffs de ese año, marcó muchos goles en poco tiempo. Naslund prometió que estaría mucho mejor el año que viene. En la temporada baja del 2008, los Rangers firmaron con Naslund un contrato de dos años por $8 millones. Naslund ha pasado la mayor parte de su tiempo con los Rangers jugando en la primera línea del equipo con Scott Gómez como su centro. El 4 de mayo de 2009 anunció su retiro del hockey profesional.
- Datos: Q368511
- Multimedia: Markus Näslund / Q368511